# Bréguet 14

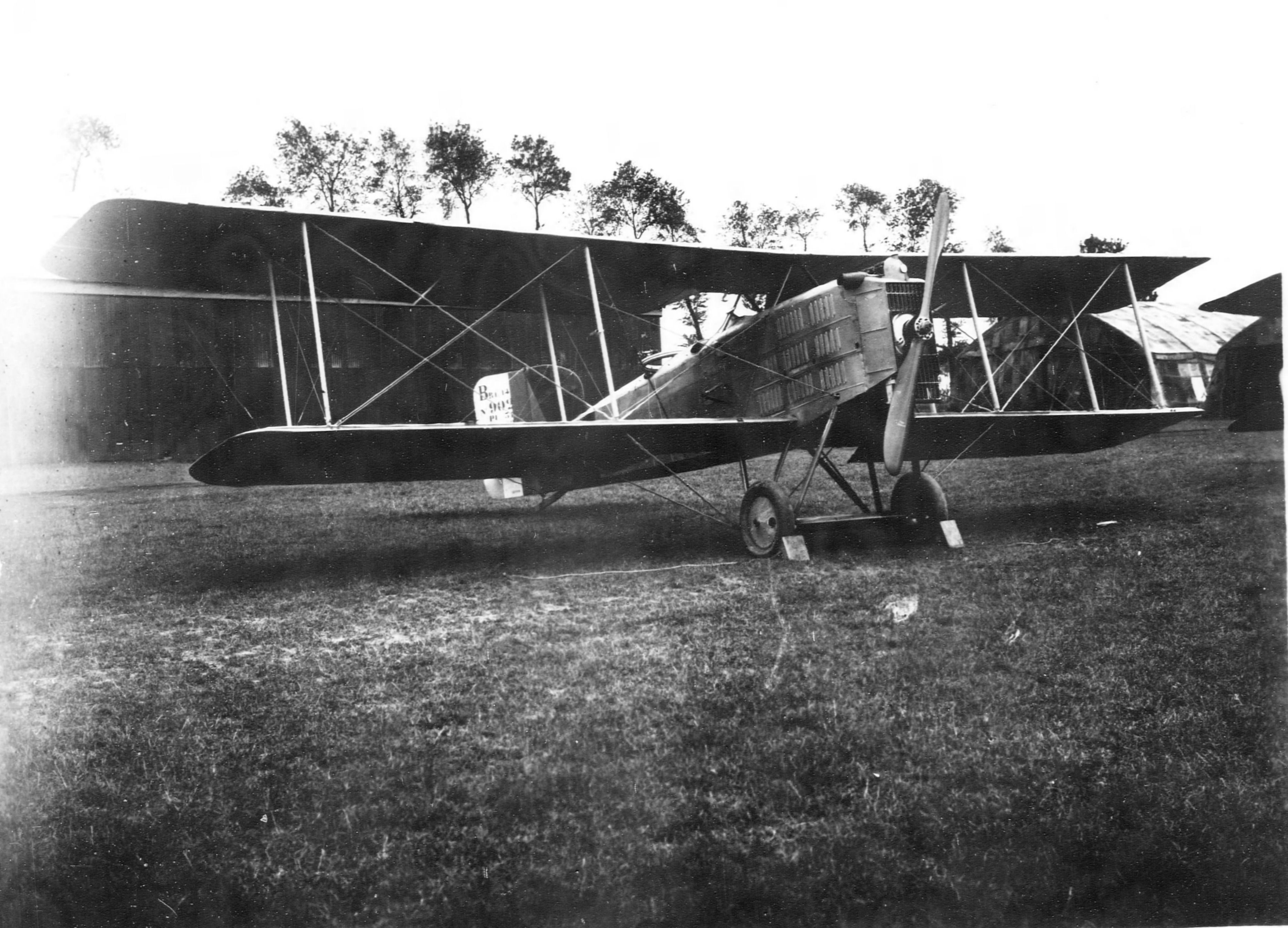
Breguet 14 (1918)

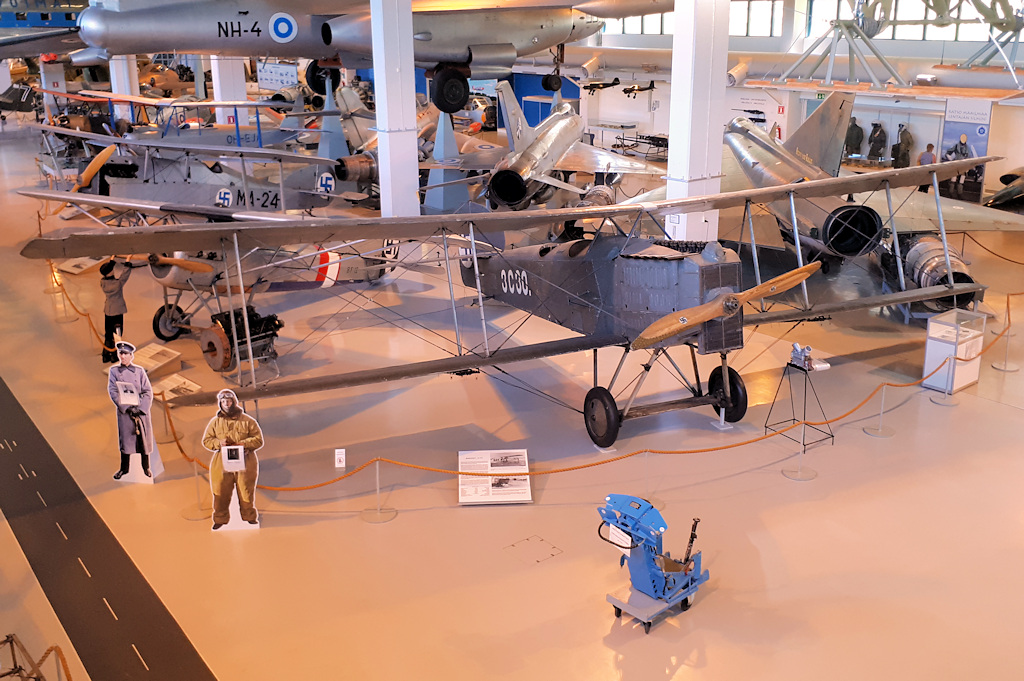
Breguet 14A2 in Fins luchtvaartmuseum

De Bréguet 14 is een Franse bommenwerper en verkenner gebouwd door vliegtuigbouwer Louis Bréguet tijdens en na de Eerste Wereldoorlog. De eerste vlucht van deze militaire tweedekker was in november 1916.
De Bréguet 14 is in grote aantallen (8000) gebouwd en heeft dienst gedaan in veel landen over de gehele wereld. Het vliegtuig was voor een groot deel vervaardigd van de metaallegering duraluminium. Het toestel was een van de eerste in zijn soort die in massaproductie werd gemaakt. De metalen constructie was lichter dan hout met dezelfde sterkte. Dit maakte het vliegtuig relatief snel en wendbaar voor zijn grootte, terwijl het aanzienlijke schade kon doorstaan. De Bréguet 14 was veel gevechtsvliegtuigen uit zijn tijd de baas. Uit de succesvolle Bréguet 14 zijn ook de licht aangepaste versies Bréguet 16 en Bréguet 17 ontstaan.

## Varianten
Bréguet AV 2Interne type-aanduiding van de Bréguet 14. Uitgerust met een 263 pk Renault V-12 motor.
Bréguet 14 A2Basis productieversie met een 300 pk Renault V-12 motor.
Bréguet 14/400Na-oorlogse versie met een 400 pk Lorraine-Dietrich motor. Zeventig exemplaren geleverd aan China en Mantsjoerije.
Bréguet 14 CPostvliegtuig voor de Amerikaanse markt.
Bréguet 14 HWatervliegtuig. Twee exemplaren zijn in gebruik geweest in Indo-China.
Bréguet 14 B2Tweezits bommenwerper.
Bréguet 14 SAmbulance vliegtuig met plaats voor twee brancards in de romp.
Breguet 14T2 SalonPassagiersversie met vergrootte romp met plaats voor twee passagiers in een gesloten cabine. De piloot zat in een open cockpit achter de passagierscabine.

## Specificaties
- Type: Bréguet 14 B.2

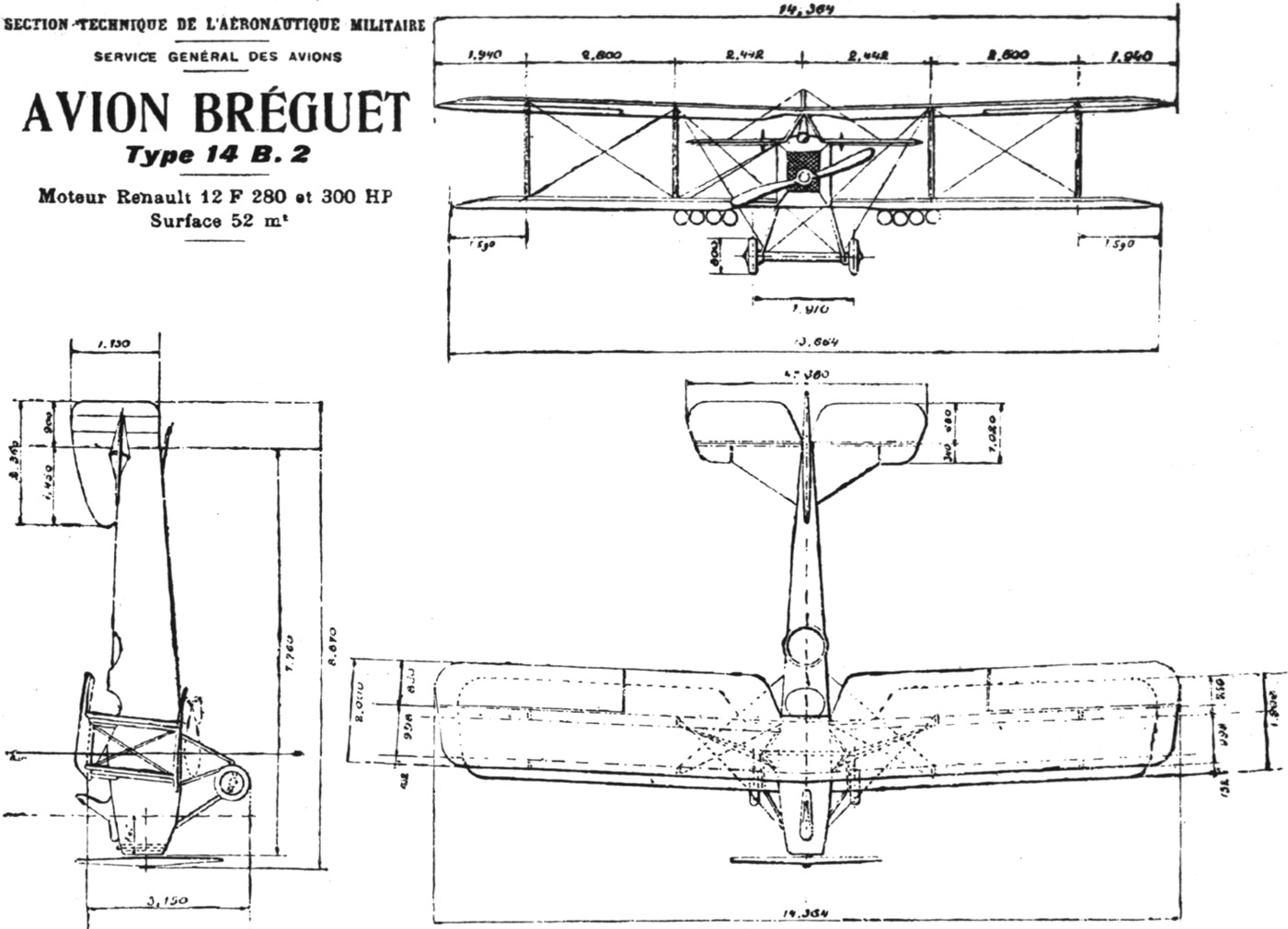
Breguet 14 B.2 tekening

- Fabriek: Société des Ateliers d'Aviation Louis Breguet
- Rol: Bommenwerper en verkenner
- Bemanning: 2
- Lengte: 8,87 m
- Spanwijdte: 14,36 m
- Hoogte: 3,33 m
- Vleugeloppervlak: 50,2 m²
- Leeggewicht: 1017 kg
- Maximum gewicht: 1769 kg
- Motor: 1 × Renault 12Fcx V-12 watergekoelde motor, 220 kW (300 pk)
- Motorvarianten: Fiat, Lorraine-Dietrich, Liberty, Panhard, Rolls-Royce
- Propeller: tweebladig
- Aantal gebouwd: 8000
- Eerste vlucht: 21 november 1916
- Geproduceerd: 1916-1928

Prestaties
- Maximumsnelheid: 195 km/u
- Maximum vluchtduur: 2 uur en 45 minuten.
- Plafond: 6200 m
- Klimsnelheid: 4,9 m/s
- Vleugelbelasting: 32 kg/m²

Bewapening
- Geschut: 1 × voorwaarts gericht 7,7 mm Vickers machinegeweer. 2 × beweegbaar 7,7 mm Lewis machinegeweer achterin.
- Bommenlast: 355 kg